# Jesus nahm zu sich die Zwölfe
Jesus nahm zu sich die Zwölfe (Jésus prit avec lui les Douze), (BWV 22) est une cantate de Johann Sebastian Bach composée pour le dimanche de la Septuagésime et qu'il dirigea la première fois à Leipzig le 7 février 1723.

## Histoire et livret
Bach écrivit la cantate à Köthen en 1723 pour le dimanche de la Quinquagésime. Pour cette destination liturgique, trois autres cantates ont franchi le seuil de la postérité : les BWV 23, 127 et 159. Donnée le 7 février 1723 à l'église Saint-Thomas de Leipzig, la cantate était une pièce de présentation pour la candidature de Bach au poste de cantor de cette même église, accompagnée de la cantate Du wahrer Gott und Davids Sohn (BWV 23). Il fut élu à l'unanimité des 28 votants.
Les lectures prescrites pour ce dimanche étaient Cor 13,1-13 et Luc18,31 à 43, la guérison d'un aveugle et l'annonce des souffrances de Jérusalem. Le librettiste inconnu se concentre sur le voyage à Jérusalem. La première partie reprend les versets 31 et 34 de l’Évangile, en conséquence de quoi le ténor commence comme un évangéliste tandis que la basse - la Vox Christi - restitue les paroles mêmes de Jésus. Les parties suivantes comparent les chrétiens contemporains aux disciples qui ne comprennent pas ce qui se passe. Le choral final est le cinquième et dernier couplet de la chanson d'Elisabeth Cruciger, Herr Christ, der einig Gotts Sohn.
Le thème du choral, Herr Christ, der Einig Gottessohn (Zahn 4297a) a été codifié par Wolflin Lochamer dans son Liederbuch homonyme, publié à Nuremberg en 1455. Il apparaît d'abord comme une mélodie sacrée dans le Buchleyn Geystlich Gesangk imprimé à Wittenberg en 1524 sous la direction de Johann Walter.
Bach dirigea de nouveau cette cantate le 20 février 1724.

## Structure et instrumentation
La cantate est écrite pour hautbois, deux violons, alto et basse continue, trois solistes (alto, ténor et basse) et chœur à quatre voix.
- 1. arioso et Coro (ténor, basse) : Jesus nahm zu sich die Zwölfe
- 2. aria (alto, Hautbois) : Mein Jesu, ziehe mich nach dir
- 3. récitatif (basse) : Mein Jesu, ziehe mich, so werd ich laufen
- 4. aria (ténor) : Mein alles in allem, mein ewiges Gut
- 5. choral : Ertöt uns durch dein Güte

## Musique
Le premier mouvement rend la scène évangélique. Une ritournelle « toujours ascendante » évoque l'image d chemin de souffrance que représente la montée à Jérusalem ». Le ténor, en tant qu'évangéliste, commence la narration du vers 31 de l'évangile, Jesus nahm zu sich die Zwölfe (« Jesus réunit les douze autour de lui »). Les mots de l'annonce de la souffrance à Jérusalem, Sehet, wir gehn hinauf gen Jerusalem (« Voici, nous montons à Jérusalem ») sont confiés à la basse en tant que vox Christi (« voix du Christ »). Il les chante à plusieurs reprises de la ritournelle. Après une nouvelle reprise de celle-ci, une fugue chorale illustre la réaction des disciples, d'après le verset 34 de l'évangile, Sie aber vernahmen der keines (« Cependant, ils n'ont rien compris »),. Les voix sont d'abord accompagnées seulement par le continuo, puis doublé par les instruments. Bach distingue dans les partitions autographes les « concertistes » pour la première section et les « ripiénistes » lorsque les instruments apparaissent. Le mouvement se conclut par un postlude instrumental. Mincham note que la fugue s'écarte de la « traditionnelle entrée alternée de tonique et de dominante... comme une indication plutôt absconse du manque de clarté et d'attente parmi les disciples. Bach y fait allusion en termes musicaux en faisant entrer chaque voix sur une note différente, si bémol, fa, do et sol et touchant brièvement à différentes touches connexes. La musique est, comme toujours, lucide et concentrée, mais le départ de la procédure fuguée traditionnelle envoie un message éphémère à ceux qui apprécient les subtilités des processus musicaux ».

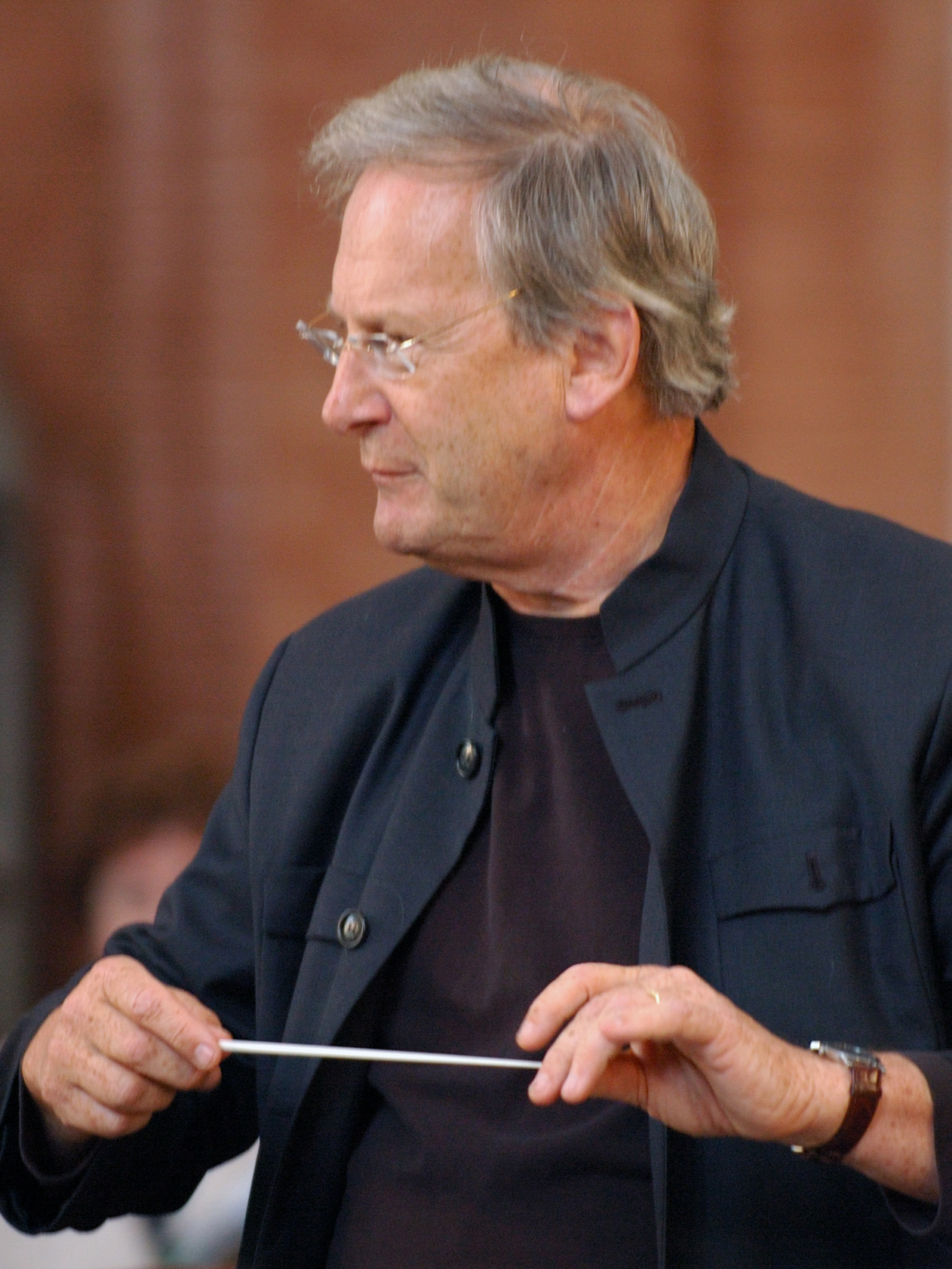
John Eliot Gardiner, ici en 2007, dirige le pèlerinage des cantates de Bach en 2000

John Eliot Gardiner, qui a dirigé le « Pèlerinage des cantates de Bach » avec le Monteverdi Choir et écrit un journal sur le projet, commente sur la réaction des disciples (« et ils ne comprirent rien de ces choses, non plus que les choses qui avaient été dites ») : « On pourrait lire ici une prophétie ironique de la façon dont la nouvelle audience de Bach à Leipzig réagirait à ses effusions créatives pendant les vingt-six années à venir, en l'absence de signes tangibles ou avérés d'appréciation : ni enthousiasme sauvage, compréhension profonde ni insatisfaction manifeste ».
Dans la première aria, Mein Jesu, ziehe mich nach dir (« Mon Jésus, attire moi vers Toi »), la voix d'alto est accompagnée par un hautbois obligé, ce qui intensifie l'expressivité du texte »).
Le récitatif Mein Jesu, ziehe mich, so werd ich laufen (« Mon Jésus, attire moi, alors je me précipiterai ») est accompagné par les cordes et penche vers un arioso, surtout vers la fin.
La seconde aria, Mein alles in allem, mein ewiges Gut , encore avec les cordes, est un mouvement de danse sous forme de da capo libre. Dans la répétition modifiée de la première section, la voix tient une longue note sur le mot Friede (« paix »), après quoi le même thème apparaît dans l'orchestre et de nouveau dans le continuo. Isoyama note le caractère passepied de la musique, qui rappelle les cantates profanes de Köthen. Mincham écrit : « La façon qu'à Bach d'exprimer la joie de l'union avec le Christ peut souvent sembler assez mondaine et sans entraves ».
Dans le choral de clôture, Ertöt uns durch dein Güte (« Mortifie-nous par ta bonté »), une disposition en quatre parties de voix est enrichie par des courses continues du hautbois et du violon I,. Isoyama pense que Bach a peut-être volontairement imité le style de son prédécesseur Johann Kuhnau dans « l'obbligato pour hautbois et le premier violon coulant de façon élégante ». Gardiner décrit la ligne de basse du mouvement comme « un symbole du voyage des disciples vers l'épanouissement » Mincham commente : « Il semble que Bach n'a pas encore abouti à une conclusion, si tant est qu'il l'a fait, quant à la manière la plus appropriée d'utiliser les chorals dans ses cantates. Certes, le calme, les moments de réflexion et d'introspection sont devenus la norme, en particulier dans le second cycle. Mais le choral pourrait, comme en l'espèce, constituer un axe de délimitation dénergie et de positivité ».

## Sources
- Gilles Cantagrel, Les cantates de J.-S. Bach, Paris, Fayard, mars 2010, 1665 p.  (ISBN 978-2-213-64434-9)

- (en) Cet article est partiellement ou en totalité issu de l’article de Wikipédia en anglais intitulé « Jesus nahm zu sich die Zwölfe, BWV 22 » (voir la liste des auteurs).